# Rok czterech cesarzy

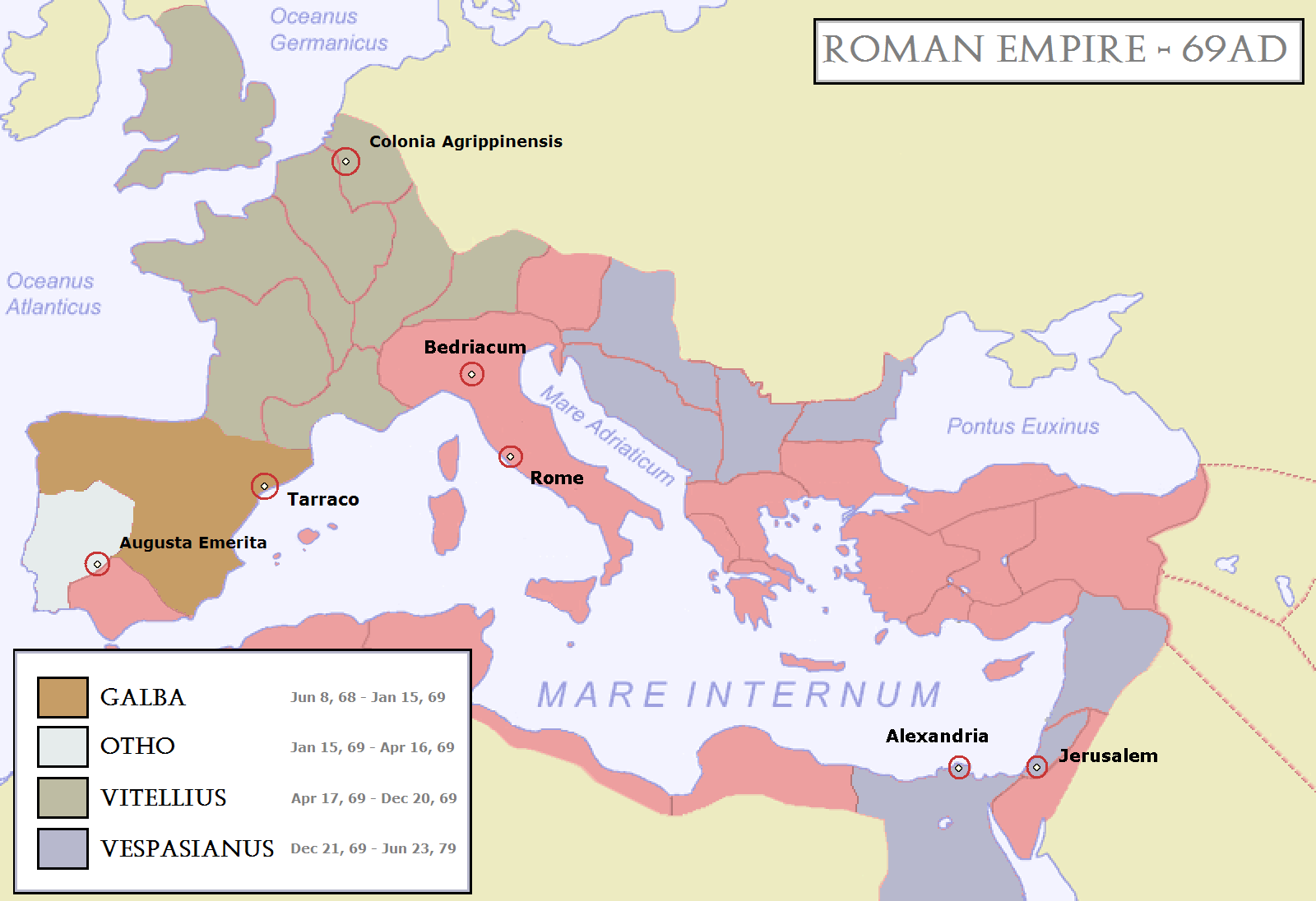
Cesarstwo Rzymskie w 69. Po śmierci cesarza Nerona, czterej najbardziej wpływowi oficerowie imperium sięgnęli po władzę.

Rokiem czterech cesarzy nazywany jest 69 rok n.e. w historii Rzymu.
Po obaleniu Nerona na początku czerwca 68 roku, cesarzem został przywódca antynerońskiej rebelii, Galba. Jednak już 15 stycznia 69 roku padł on ofiarą spisku przygotowanego przez swojego dotychczasowego sojusznika Otona, który z poparciem pretorianów został nowym cesarzem.
Dwa tygodnie przed zamachem Otona legiony w Germanii obwołały cesarzem Witeliusza, który wkrótce potem ruszył ze swymi wojskami przeciwko nowemu cesarzowi. W połowie kwietnia rozbił jego wojska pod Bedriacum (obecnie Calvatone) niedaleko Cremony. Pokonany Oton popełnił samobójstwo, a Witeliusz w połowie lipca wkroczył uroczyście do Rzymu jako cesarz.
Jednak 1 lipca legiony w Egipcie postanowiły wybrać własnego cesarza. Ich wybór padł na Wespazjana, który właśnie przebywał w Palestynie, gdzie pacyfikował powstanie żydowskie. Ich wybór poparły prawie natychmiast legiony w Judei i Syrii.
Dowodzone przez Mucianusa legiony syryjskie ruszyły na Bałkany, gdzie dołączyły do nich legiony naddunajskie pod wodzą Antoniusza Primusa. Pod koniec października wojska te rozbiły pod Cremoną armię Witeliusza.
W grudniu zwolennicy Wespazjana opanowali Rzym i obalili Witeliusza, który został zabity 21 grudnia. Wespazjan został dzięki temu czwartym cesarzem, jaki panował w Rzymie w roku 69. Jednak w odróżnieniu od trójki swoich bezpośrednich poprzedników, jego panowanie nie zakończyło się po kilku miesiącach, gdyż został uznany przez wszystkie armie rzymskie.
Do Rzymu nowy cesarz dotarł z Egiptu dopiero latem 70 roku.

## Najważniejsze bitwy wojny domowej w 69 roku n.e.
- 14 kwietnia – bitwa pod Bedriacum
- 24 października – II bitwa pod Bedriacum
- oblężenie Placencji w marcu 69
- bitwa pod Kastorowe w kwietniu 69